# 泰勒穹
77°40′S 157°40′E / 77.667°S 157.667°E
泰勒穹（Taylor Dome），是南極洲的冰穹，位於奧次地，處於里林山西北面約50公里，長80公里、寬30公里，海拔高度2,400米，在1994年由美國南極名稱諮詢委員命名，現時由南極條約體系管理。